# Муддус (національний парк)
Національний парк Муддус (швед. Muddus nationalpark) — національний парк в комунах Єлліваре (більша частина) та Йоккмокк лена Норрботтен, в історичній провінції Лаппланд на півночі Швеції. Національний парк Муддус є популярним серед туристів і альпіністів. Заснований в 1942 році розширено в 1984 році.
Національний парк за своєю формою нагадує еліпс. Область, в якій він розташовується, є однією з найбільш дощових в Швеції, що робить піші прогулянки по парку сильно залежними від погодних умов.
У національному парку Муддус половина території являє собою болота. Також у парку Муддус можна спостерігати мальовничий водоспад висотою 42 метри, ущелина (Moskoskoru) ста метрів завглибшки і сосну з оціночним віком принаймні в 710 років (було з'ясовано, що дерево пережило лісову пожежу 1413 року).
У парку зустрічається кілька рідкісних видів орхідей.
Незважаючи на важкодоступність території парку, свого часу вона була заселена, але останнє поселення було залишено в 1909 році.
Поряд з сусідніми національними парками Сарек, Паджеланта і Стура-Шефаллет, а також природними резерватами Сьяунья і Стубба, парк входить у список всесвітньої спадщини ЮНЕСКО з 1996 року як частина Лапонії.